# Plasma de quarks-gluones

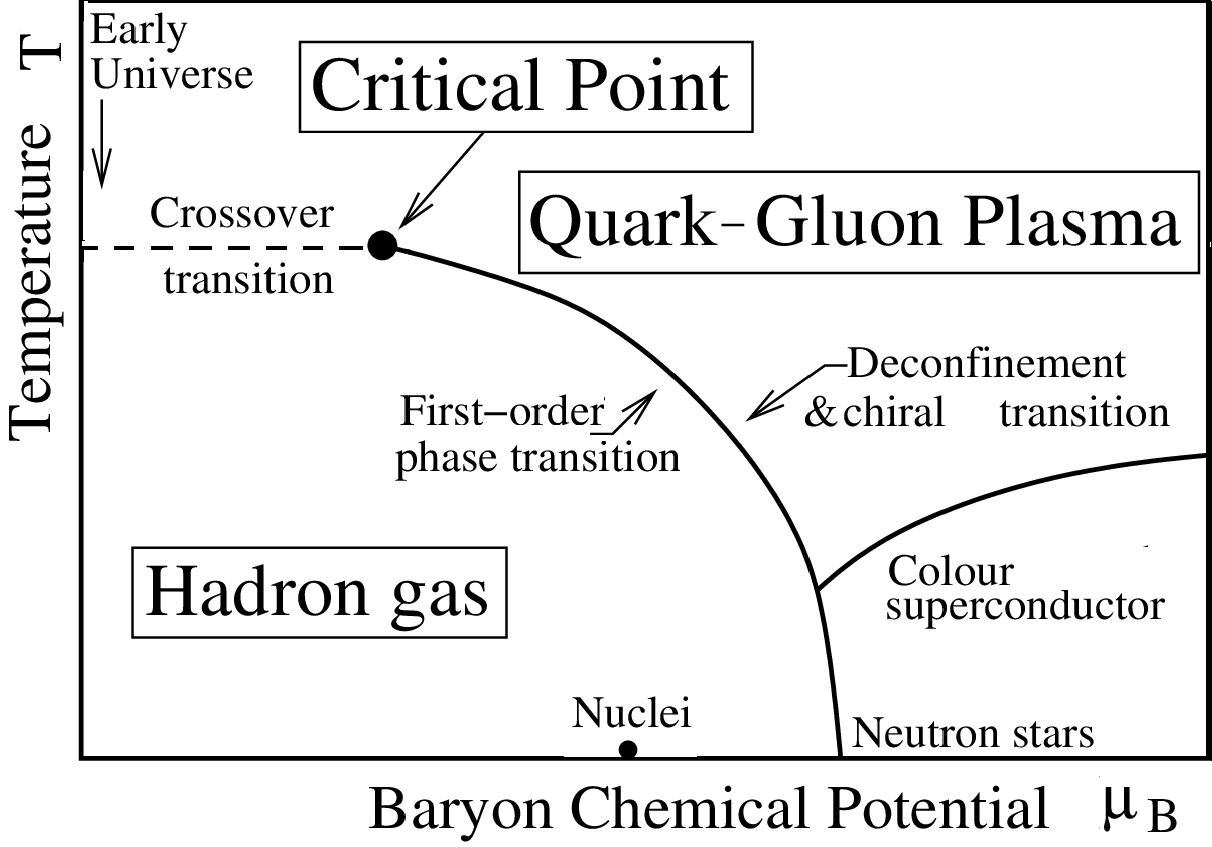
Diagrama de fases QCD. Adaptado del original realizado por R.S. Bhalerao.

El plasma de quark-gluones (en inglés QGP, Quark–Gluon Plasma) es una fase de la cromodinámica cuántica (en inglés QCD, Quantum chromodynamics) que se da cuando la temperatura y/o la densidad son muy altas. Se piensa que este estado consiste en quarks asintóticamente libres y gluones, que son varios de los componentes básicos de la materia. Se cree que hasta unos pocos milisegundos después del Big Bang, en la conocida como época quark, el universo se encontraba en un estado de plasma cuark-gluon. Los experimentos en el Super Proton Synchrotron (SPS) del CERN trataron primero de crear QGP en los años ochenta y noventa, y pudo haber sido parcialmente conseguido. Actualmente, experimentos en el Acelerador relativista de iones pesados (RHIC, Relativistic Heavy Ion Collider BTS) en el Laboratorio Nacional de Brookhaven (Estados Unidos) continúan este esfuerzo. Tres nuevos experimentos se llevan a cabo en el Gran Colisionador de Hadrones (LHC) del CERN, ALICE, ATLAS y CMS, continuando con el estudio de las propiedades del QGP.
El QGP contiene quarks y gluones, como la materia hadrónica normal. La diferencia entre estos dos estados de la QCD es que en la materia normal cada cuark o bien se empareja con un antiquark para formar un mesón o se une con otros dos quarks para formar un barión (tal como el protón y el neutrón). En el QGP, en cambio, estos mesones y bariones pierden sus identidades y forman una masa mucho más grande de quarks y gluones. En la materia normal los quarks están confinados; los quarks de QGP están deconfinados.
En la teoría del Big Bang, el plasma de quark-gluones llenaba todo el Universo antes de que se creara la materia tal y como la conocemos. Las teorías que predecían la existencia del plasma de quarks y gluones se desarrollaron a finales de la década de 1970 y principios de la de 1980. Los debates en torno a la experimentación con iones pesados se sucedieron y se presentaron las primeras propuestas de experimentos en el CERN y BNL en los años siguientes. Plasma de quark-gluón se detectó por primera vez en el laboratorio del CERN en el año 2000.

## Producción
El QGP puede ser creado calentando la materia hasta una temperatura de 175 MeV (llamada temperatura de Hagedorn). Esto equivale a una temperatura de más de 1.66×1012 K. Este proceso se puede lograr en el laboratorio haciendo chocar dos núcleos grandes con cantidades altas de energía. Plomo y oro han sido utilizados para hacer esto en el CERN SPS y RHIC, respectivamente. Los núcleos son acelerados a velocidades ultrarrelativistas y se hacen chocar el uno contra el otro cuando se contraen. En gran parte se atraviesan el uno al otro, pero después del choque se crea un volumen caliente resultante llamado bola de fuego (fireball). Una vez creada, esta bola de fuego se ensancha, debido a su propia presión, y se enfría al ensancharse. Mediante el estudio de este flujo los experimentadores esperan poder probar la teoría.

## Posición en el esquema general de la física
La cromodinámica cuántica es una parte de la teoría moderna de la física de partículas llamada el modelo estándar. Otras partes de esta teoría tratan con el modelo electrodébil y los neutrinos. La electrodinámica cuántica ha sido probada y se ha encontrado correcta hasta unas pocas partes en un trillón. El modelo electrodébil ha sido probado y se ha encontrado correcto hasta unas pocas partes por millar. Los aspectos perturbativos de la QCD han sido probados a unas pocas partes por centena. Por contraste, los aspectos no-perturbativos de la QCD han sido apenas probados. El estudio del QGP forma parte de este esfuerzo de consolidar la gran teoría de la física de partículas.
La QCD es una parte de la moderna teoría de la física de partículas llamada Modelo estándar. Otras partes de esta teoría tratan de las interacciones electrodébiles y los neutrinos. La teoría de la electrodinámica ha sido probada y se ha encontrado correcta en unas pocas partes entre mil millones. La teoría de las interacciones débiles ha sido probada y es correcta en una proporción de unas pocas partes en mil. Las formas perturbativas de la QCD se han probado con una precisión de unas pocas partes por ciento. Los modelos perturbativos asumen cambios relativamente pequeños respecto al estado fundamental, es decir, temperaturas y densidades relativamente bajas, lo que simplifica los cálculos a costa de la generalidad. Por el contrario, las formas no-perturbativas de QCD apenas se han probado. El estudio del QGP, que tiene tanto una temperatura como una densidad elevadas, forma parte de este esfuerzo por consolidar la gran teoría de la física de partículas.
El estudio de la QGP es también un campo de pruebas para la Teoría de campos a temperatura infinita, una rama de la física teórica que trata de comprender la física de partículas en condiciones de alta temperatura. Estos estudios son importantes para comprender la evolución temprana de nuestro universo: los primeros cien microsegundos aproximadamente. Es crucial para los objetivos físicos de una nueva generación de observaciones del universo (WMAP y sus sucesoras). También es relevante para la Teorías de la gran unificación que pretende unificar las tres fuerzas fundamentales de la naturaleza (excluyendo la gravedad).

### Razones para estudiar la formación del plasma de quark-gluones
El modelo generalmente aceptado de la formación del Universo afirma que ocurrió como resultado del Big Bang. En este modelo, en el intervalo de tiempo de 10-10-10-6 s después del Big Bang, la materia existía en forma de plasma de quark-gluones. Es posible reproducir la densidad y la temperatura de la materia existente de aquella época en condiciones de laboratorio para estudiar las características del Universo muy primitivo. Hasta ahora, la única posibilidad es la colisión de dos núcleos atómicos pesados acelerados a energías de más de cien GeV. Utilizando el resultado de una colisión frontal en un volumen aproximadamente igual al volumen del núcleo atómico, es posible modelizar la densidad y la temperatura que existían en los primeros instantes de la vida del Universo.

### Relación con el plasma normal
Un plasma es materia en la que las cargas están apantalladas debido a la presencia de otras cargas móviles.  Por ejemplo: La Ley de Coulomb es suprimida por el apantallamiento para producir una carga dependiente de la distancia, {\displaystyle Q\rightarrow Qe^{-r/\alpha }}, es decir, la carga Q se reduce exponencialmente con la distancia dividida por una longitud de apantallamiento α. En un QGP, la carga de color de los quarks y gluones está apantallada. El QGP tiene otras analogías con un plasma normal. También hay disimilitudes porque la carga de color es grupo no abeliano, mientras que la carga eléctrica es abeliana. Fuera de un volumen finito de QGP el campo color-eléctrico no está apantallado, de modo que un volumen de QGP debe seguir siendo de color neutro. Por lo tanto, al igual que un núcleo, tendrá una carga eléctrica entera.
Debido a las energías extremadamente altas involucradas, los pares quark-antiquark se producen por  producción de pares y por lo tanto QGP es una mezcla aproximadamente igual de quarks y antiquarks de varios sabores, con sólo un ligero exceso de quarks. Esta propiedad no es una característica general de los plasmas convencionales, que pueden estar demasiado fríos para la producción de pares (véase, sin embargo, supernova de inestabilidad de pares).

## Propiedades esperadas

### Termodinámica
La temperatura de cambio de la materia hadrónica normal al estado de QGP está alrededor de los 175 MeV, correspondiendo a una densidad de energía de un poco menos de 1 GeV/fm³. Para la materia relativista, la presión y la temperatura no son variables independientes, así que la ecuación de estado es una relación entre la densidad de energía y la presión. Esto ha sido encontrado por cómputos de retículos, y comparado con la teoría perturbacional y la teoría de cuerdas. Esto es todavía un asunto de investigación activa. Funciones de respuesta tales como el calor específico y varios números de susceptibilidades de cuark están siendo calculados actualmente. 

### Flujo
La ecuación de estado es una entrada importante en las ecuaciones del flujo. La velocidad del sonido está actualmente bajo investigación en cómputos de retículos. El recorrido libre medio de quarks y gluones ha sido computado utilizando la teoría perturbacional así como la teoría de cuerdas. Los cómputos de retículos han sido más lentos aquí, aunque los primeros cómputos de coeficientes de transporte hayan sido concluidos recientemente. Estos indican que el tiempo libre medio de quarks y gluones en el QGP puede ser comparable al espacio medio entre partículas: por tanto el QGP es un líquido, de acuerdo con sus propiedades de flujo. Esto es un campo activo de investigación, por lo que estas conclusiones pueden evolucionar rápidamente. La incorporación de los fenómenos disipativos en hidrodinámica es otro acontecimiento reciente que se encuentra todavía en su fase activa.

### Espectro de excitación
El estudio de propiedades termodinámicas y de flujo indican que el QGP no contiene quarks y gluones casi libres. Hay muchas ideas que están evolucionando actualmente y serán comprobadas en un futuro próximo. Se ha descubierto recientemente que algunos mesones constituidos de quarks pesados (tal como el cuark encantado) no se disuelven hasta que la temperatura no llega cerca de 350 MeV. Esto ha llevado a la especulación de que en el plasma pueden existir muchas otras clases de estados. Algunas propiedades constantes del plasma (como la longitud de Debye) restringen el espectro de excitación.

### Hipótesis Glasma
Desde 2008 se discute sobre un hipotético estado precursor del plasma de quarks-gluones, el llamado "Glasma", en el que las partículas vestidas se condensan en algún tipo de estado vítreo (o amorfo), por debajo de la transición genuina entre el estado confinado y el líquido plasmático. Esto sería análogo a la formación de vidrios metálicos, o aleaciones amorfas de ellos, por debajo del inicio genuino del estado metálico líquido.
Aunque las altas temperaturas y densidades experimentales predichas como productoras de un plasma de quarks-gluones se han realizado en el laboratorio, la materia resultante no se comporta como un estado cuasi-ideal de quarks y gluones libres, sino, más bien, como un fluido denso casi perfecto. En realidad, el hecho de que el plasma de quarks-gluones no sea todavía "libre" a las temperaturas realizadas en los aceleradores actuales se predijo en 1984 como consecuencia de los efectos remanentes del confinamiento.